# Li Shixin
Dans ce nom chinois, le nom de famille, Li, précède le nom personnel.
Li Shinxin, né le 12 février 1988 à Maoming, est un plongeur chinois.

## Carrière
Il obtient la médaille d'or au tremplin à 1 m lors des Championnats du monde de 2013 à Barcelone, cionservant ainsi son titre acquis à Shanghai en 2011.
En 2019, il décide de représenter l'Australie lors des compétitions internationales.

## Palmarès

### Championnats du monde
- Championnats du monde 2011 à Shanghai  Chine :
  -  Médaille d'or du tremplin à 3 m.
- Championnats du monde 2013 à Barcelone  Espagne :
  -  Médaille d'or du tremplin à 3 m.
- Championnats du monde 2022 à Budapest  Hongrie :
  -  Médaille de bronze du plongeon individuel à 1 m.
- Championnats du monde 2024 à Doha  Qatar :
  -  Médaille d'argent du tremplin à 1 m.
  -  Médaille de bronze par équipe mixte à 3 m et 10 m.